# Período Ímbrico Inferior

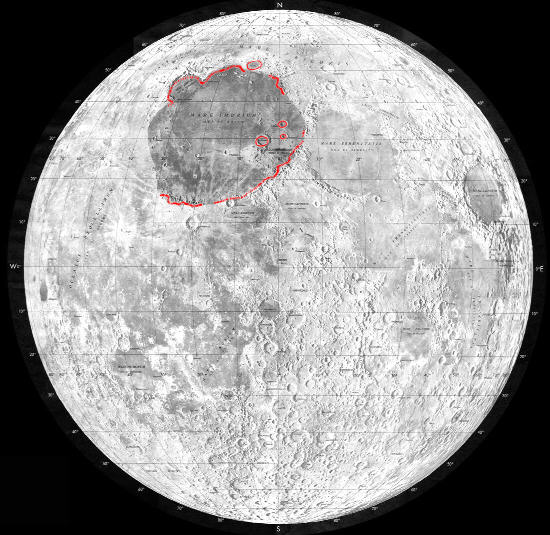
Mare Imbrium.

El Período Ímbrico Inferior, en la escala de tiempo geológico lunar, abarca el intervalo comprendido entre 3850 y 3800 millones de años atrás, durando aproximadamente 50 millones de años. Se superpone con el final del bombardeo intenso tardío en el sistema solar interior. El impacto que creó el enorme Mare Imbrium (Mar de las lluvias, en español) se produjo al comienzo de esta época. Las otras grandes cuencas que dominan esta zona lunar (como Mare Crisium, Mare Tranquilitatis, Mare Serenitatis, Mare Fecunditatis y Oceanus Procellarum) también se formaron en este período. Estas cuencas se llenaron de basalto principalmente durante el posterior Período Ímbrico Superior. El Período Ímbrico Inferior fue precedido por el Período Nectárico.

## Geología terrestre
| Eón     | Era          | M. años |
| ------- | ------------ | ------- |
| Hadeico | Ímbrico      | c. 3850 |
| Hadeico | Nectárico    | c. 3920 |
| Hadeico | Grupos Basin | c. 4150 |
| Hadeico | Críptico     | c. 4567 |

Puesto que actualmente en la Tierra no se conocen apenas muestras geológicas de este período, el Ímbrico Inferior lunar se ha utilizado como guía para subdividir el Eón Hadeico en por lo menos un notable trabajo científico. La Comisión Internacional de Estratigrafía no ha reconocido ni esta era, ni ninguna otra subdivisión Hadeica.